# Полет 518 на „Санта Барбара Еърлайнс“
Полет 518 на „Санта Барбара Еърлайнс“ е редовен вътрешен пътнически полет от летище „Алберто Карневали“, Мерида, до международното летище „Симон Боливар“, Каракас, Венецуела, управляван от „Санта Барбара Еърлайнс“. На 21 февруари 2008 г. турбовитловият самолет ATR 42-300, който изпълнява полета, се разбива в склон на планина близо до летището в Мерида, малко след като излита оттам. Останките от самолета са открити ден по-късно, когато е и установено, че всички 43 пътници и 3 членове на екипажа на борда не оцеляват.
По време на разследването става ясно, че екипажът излита с навигационно оборудване, което не работи, и впоследствие се дезориентира в планинския терен около летището. Затова се и блъска в склона на планината. Основната причина за инцидента е пропуск в процедурите преди излитане от страна на екипажа, който бърза, за да спази своя график. Пилотите са и твърде уверени, излитат, въпреки че знаят за проблемите с навигацията. Екипажът не изчаква достатъчно време на пистата, за да може навигационните системи да синхронизират настройките си. Вместо това избързва с контролния списък, пропуска някои стъпки и съзнателно излита, без да изчака допълнителните 28 секунди за синхронизация.
Това е най-смъртоносният авиационен инцидент с участието на ATR 42, преди самолетът, който изпълнява полет 267 на „Тригана Еър“, да се разбие в Папуа Нова Гвинея, Индонезия, през 2015 г. с 54 смъртни случая.